# العلاقات البليزية التونسية
العلاقات البليزية التونسية هي العلاقات الثنائية التي تجمع بين بليز وتونس.

## مقارنة بين البلدين
هذه مقارنة عامة ومرجعية للدولتين:
| وجه المقارنة                                              | بليز         | تونس                                       |
| --------------------------------------------------------- | ------------ | ------------------------------------------ |
| المساحة (كم2)                                             | 22.97 ألف    | 163.61 ألف                                 |
| عدد السكان (نسمة)                                         | 374.68 ألف   | 11.53 مليون                                |
| الكثافة السكانية (ن./كم²)                                 | 16.31        | 70.47                                      |
| العاصمة                                                   | بلموبان      | تونس                                       |
| اللغة الرسمية                                             | لغة إنجليزية | اللغة العربية                              |
| العملة                                                    | دولار بليزي  | دينار تونسي                                |
| الناتج المحلي الإجمالي (بليون دولار)                      | 1.84 مليار   | 40.26 مليار                                |
| الناتج المحلي الإجمالي (تعادل القوة الشرائية) بليون دولار | 3.05 مليار   | 129.05 مليار                               |
| الناتج المحلي الإجمالي الاسمي للفرد دولار أمريكي          | 4.88 ألف     | 3.87 ألف                                   |
| الناتج المحلي الإجمالي للفرد دولار أمريكي                 | 8.42 ألف     | 11.44 ألف                                  |
| مؤشر التنمية البشرية                                      | 0.715        | 0.721                                      |
| رمز المكالمات الدولي                                      | +501         | +216                                       |
| رمز الإنترنت                                              | .bz          | .tn                                        |
| المنطقة الزمنية                                           | 00           | ت ع م+01:00، توقيت وسط أوروبا، ت ع م+02:00 |

## منظمات دولية مشتركة
يشترك البلدان في عضوية مجموعة من المنظمات الدولية، منها:
| علم المنظمة | اسم المنظمة                        | تاريخ انضمام بليز | تاريخ انضمام تونس |
| ----------- | ---------------------------------- | ----------------- | ----------------- |
|             | يونسكو                             | 10 مايو 1982      | 8 نوفمبر 1956     |
|             | الفريق المعني برصد الأرض           | ?                 | ?                 |
|             | مؤسسة التمويل الدولية              | 19 مارس 1982      | 25 يوليو 1962     |
|             | منظمة حظر الأسلحة الكيميائية       | ?                 | ?                 |
|             | مؤسسة التنمية الدولية              | 19 مارس 1982      | 30 ديسمبر 1960    |
|             | منظمة التجارة العالمية             | ?                 | ?                 |
|             | وكالة ضمان الاستثمار متعدد الأطراف | 29 يونيو 1992     | 7 يونيو 1988      |
|             | الاتحاد البريدي العالمي            | ?                 | ?                 |
|             | الاتحاد الدولي للاتصالات           | 16 ديسمبر 1981    | 14 ديسمبر 1956    |
|             | منظمة الشرطة الجنائية الدولية      | ?                 | ?                 |
|             | الأمم المتحدة                      | 25 سبتمبر 1981    | 12 نوفمبر 1956    |
|             | البنك الدولي للإنشاء والتعمير      | 19 مارس 1982      | 14 أبريل 1958     |

## وصلات خارجية
- موقع وزارة الخارجية البليزية
- موقع وزارة الخارجية التونسية